# Solfilm
Se även "solfilmen", som visas i anslutning till väderrapporten i SVT.

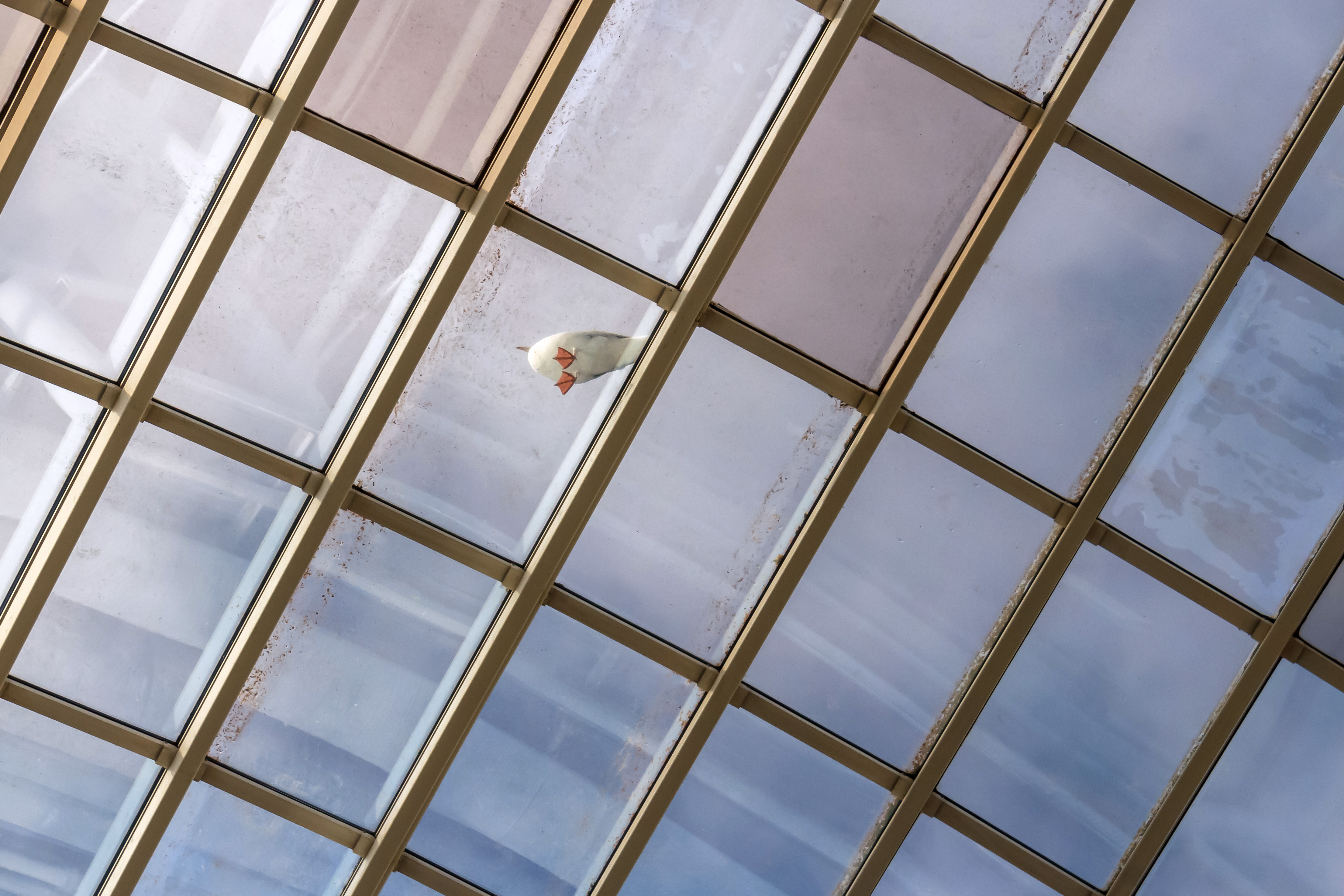
Olika slags solfilm på glastaket till Kampenhof bussterminal i Uddevalla

Solfilm är genomskinlig plastfilm som appliceras glasrutor till skydd mot solen eller som insynsskydd. Filmen begränsar den värme och ultraviolett strålning som släpps igenom glasmaterialet. Den används på både fastigheter och bilar, i det senare fallet är det särskilt vanligt med färgade eller tonade filmer. I många länder är dock färgad solfilm förbjudet på bilars främre sidorutor och vindruta.
En solfilm kan även fungera som säkerhetsfilm, som försvårar inbrott genom att glasrutan täcks av filmen och ett extra starkt klister som håller samman glaset vid försök att krossa det.